# گریگور آنوشیان
گریگور آنوشیان (ارمنی: Գրիգոր Անուշյան؛ زادهٔ ۲۷ مارس ۱۷۶۸ - درگذشته ۳۰ سپتامبر ۱۸۳۰) نویسنده، طنزپرداز و فعال ارمنی‌تبار اهل بلغارستان بود.

## زندگی‌نامه
وی در ۲۷ مارس ۱۷۶۸ در روسه، استان روسه به دنیا آمد و در ۳۰ سپتامبر ۱۸۳۰ در سن ۶۲ سالگی در بخارست درگذشت.